# Nova Glasgow (Nova Escócia)

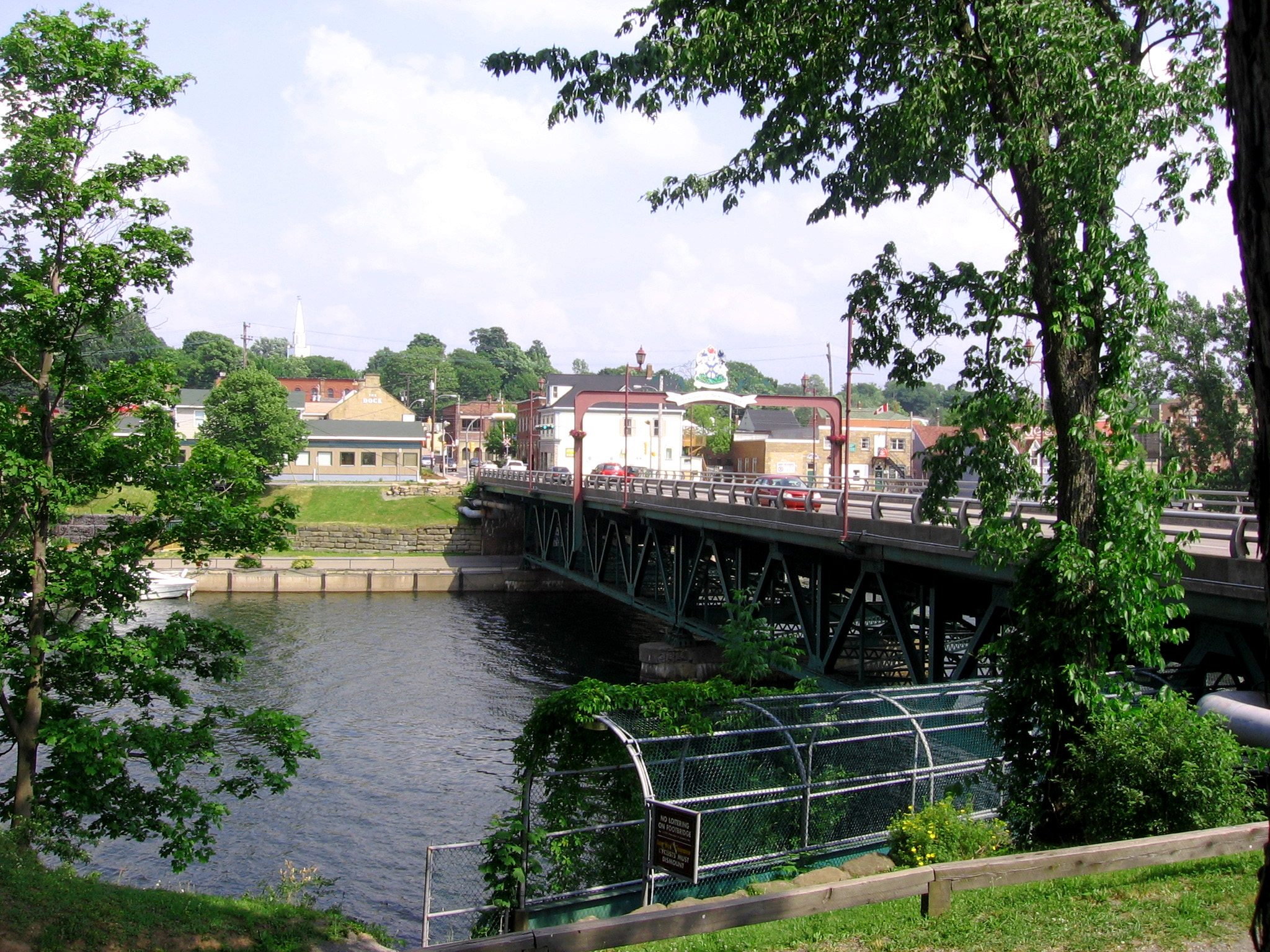
A ponte da George Street une as duas metades de Nova Glasgow separadas pelo East River.

Nova Glasgow (em em inglês:  New Glasgow, em gaélico escocês:  Glaschu Úr) é uma localidade no Condado de Pictou, na província de Nova Escócia, Canadá. A população da vila é de 9 562 habitantes segundo o censo de 2011.  Nova Glasgow é o centro da quarta maior aglomeração urbana da província, somando 35 809 habitantes, que inclui localidades como Stellarton, Westville, e Trenton, bem como área rurais adjacentes.